# Vickers Wellington
Vickers Wellington (Викърс Уелингтън) е британски двумоторен среден бомбардировач, проектиран в средата на 1930-те години от главния проектант на Викърс-Армстронг, Р. К. Пиърсън. Той е широко използван през първите две години на Втората световна война, преди да бъде заменен от много по-големите бомбардировачи с четири двигателя, като Авро Ланкастър.